# Robo de la subclavia
El Síndrome del robo de la subclavia se caracteriza por una estrechez en la arteria subclavia antes de su bifurcación en la arteria vertebral, generalmente debido a la formación de placas de ateroma. Esto provoca un flujo sanguíneo retrogrado en la arteria vertebral del mismo lado, lo que se acompaña de síntomas neurológicos transitorios debido a la isquemia en el territorio afectado.

## Prevalencia y Epidemiología
La prevalencia del síndrome varía entre el 0.6% y el 6.4% en la población general, siendo más común en hombres en una proporción de 2:1, excepto en casos relacionados con la arteritis de Takayasu, que afecta más a las mujeres. La afectación de la arteria subclavia izquierda es cuatro veces más frecuente que la derecha.

## Manifestaciones Clínicas
Solo aproximadamente el 5% de los pacientes con síndrome de robo de la subclavia desarrolla síntomas neurológicos. La mayoría de los casos presentan una estenosis en la parte proximal de la arteria subclavia, lo que afecta el flujo sanguíneo en el territorio cerebral posterior, causando síntomas como vértigo, ataxia, disartria, síncope, diplopía y problemas visuales.
En un número reducido de casos, la oclusión de la arteria subclavia ocurre en una ubicación distal, y los síntomas predominantes son la claudicación del miembro afectado. La exploración física suele revelar una asimetría en los pulsos radiales y una diferencia de más de 20 mmHg en la presión arterial entre ambas extremidades.

## Clasificación del síndrome
Existes cuatro tipos de síndrome de robo según los hallazgos en la ecografía:
Tipo 1 (estenosis proximal de la arteria subclavia o del tronco braquiocefálico)
Tipo 2 (estenosis grave proximal de la arteria subclavia)
Tipo 3 (flujo anterógrado de la arteria vertebral en reposo)
Tipo 4 (flujo anterógrado de la arteria subclavia)

## Diagnóstico y evaluación
El diagnóstico inicial del síndrome se realiza mediante eco-Doppler, que muestra un flujo inverso en la arteria vertebral. Se completa con TAC o angio-RM y un estudio arteriográfico para determinar la ubicación exacta y las opciones de tratamiento. También es importante descartar otras causas posibles, como arritmias o problemas con el tratamiento antihipertensivo.

## Tratamiento y Revascularización
La revascularización se indica en casos de síntomas isquémicos vertebrobasilares o enfermedad aterosclerótica grave fuera del cerebro. El objetivo es restaurar el flujo sanguíneo anterógrado en la arteria vertebral para mejorar la perfusión cerebral. El tratamiento endovascular de las lesiones de la arteria subclavia prevertebral es la opción preferida, que suele tener éxito y complicaciones mínimas.

## Seguimiento y Control de Factores de Riesgo
El seguimiento mediante eco-Doppler es esencial después de la terapia endovascular para garantizar la permeabilidad del stent. Además, el control adecuado de los factores de riesgo cardiovascular, como la presión arterial y el perfil lipídico, es crucial debido a la asociación con enfermedad arterial en otras áreas.
Este síndrome presenta un desafío diagnóstico importante en casos de isquemia cerebral aguda y destaca la importancia de medir la presión arterial en ambos brazos en pacientes hipertensos para detectar esta condición de manera temprana.